# Siebenbäumen
Siebenbäumen er en kommune i det nordlige Tyskland, beliggende i Amt Sandesneben-Nusse i den nordvestlige del af Kreis Herzogtum Lauenburg. Kreis Herzogtum Lauenburg ligger i delstaten Slesvig-Holsten.

## Geografi
Siebenbäumen ligger omkring 36 km nordøst for Hamborg, 16 km sydvest for Lübeck, 16 km nordnordvest for Mölln og cirka 15 km nordvest for Ratzeburg.